# F
A letra F (éfe) é a sexta letra do alfabeto latino básico.

## História
Pesquisadores argumentam que sons como o "f" e "v" não faziam parte da linguagem humana até que a agricultura apareceu durante a era neolítica. A agricultura, dizem eles, permitia que os humanos comessem alimentos moles, o que mudou a maneira como suas mandíbulas se desenvolveram ao longo da vida, que os tipos de sons que suas bocas eram capazes de produzir.
A letra F tem suas origens na letra fenícia waw, cuja forma acredita-se que representaria um prego ou gancho. Este mesmo sinal do sistema de escrita fenício deu origem a outras letras do alfabeto latino, como U, V, W e Y. Supõe-se que a letra waw correspondia a uma consoante aproximante labiovelar sonora, representada no alfabeto fonético internacional por [w].
Os gregos do período arcaico adotaram uma variante dessa letra (à qual deram o nome de digama) provavelmente para representar o mesmo som.
No alfabeto grego clássico, o digama já não era mais encontrado, tendo permanecido apenas o seu uso na representação do valor numérico 6.
O digama voltaria a ser usado como letra pelos etruscos, tendo a partir daí passado aos romanos, com os quais ganhou a forma que conhecemos hoje.
| T3 |

| T3 |

Na pronúncia restaurada do latim clássico, considera-se que a letra F representava a consoante fricativa labiodental surda [f], o mesmo som representado atualmente por esta letra no português e em outras línguas românicas, como o espanhol, o francês e o italiano.

## Códigos
No sistema ortográfico da Língua Portuguesa (Do Brasil), o F representa a consoante fricativa labiodental surda [f].

## Significados de F
- F
  - (química) símbolo químico do flúor
  - (matrículas automóveis) França
  - (canalização) água fria
  - (bioquímica) fenilalanina
  - (física) força
  - (física) Fermi, a unidade de medida equivalente ao fentometro
  - (electricidade) constante de Faraday (a quantidade de carga eléctrica presente numa mole de electrões, sensivelmente 96485 C/mol)
  - (electricidade) Farad, unidade de capacitância
  - (temperatura) graus Fahrenheit
  - (fotografia) número F
  - (lógica) falso
  - (estatística) Teste F
  - (música) nota musical Fá em algumas línguas (p. ex. inglês e alemão)
  - (internet) Prestar respeito
- f
  - (óptica) distância focal
  - (SI) prefixo femto (10−15)